# Final Fantasy
Final Fantasy (Japans: ファイナルファンタジー Fainaru Fantajii) is de naam van een serie computerrollenspellen (RPG), vervaardigd door de Japanse spelsoftwarefabrikant Square (nu Square Enix).

## Hoofdspellen
De delen staan elk geheel los van elkaar. Dit zijn:
- Final Fantasy (Nintendo Entertainment System, 1987);
- Final Fantasy II (Nintendo Entertainment System, 1988);
- Final Fantasy III (Nintendo Entertainment System, 1990);
- Final Fantasy IV (Super Nintendo Entertainment System, 1991);
- Final Fantasy V (Super Nintendo Entertainment System, 1992);
- Final Fantasy VI (Super Nintendo Entertainment System, 1994);
- Final Fantasy VII (PlayStation, pc, 1997);
- Final Fantasy VIII (PlayStation, pc, 1999);
- Final Fantasy IX (PlayStation, 2000);
- Final Fantasy X (PlayStation 2, 2001);
- Final Fantasy XI (PlayStation 2, pc, Xbox 360, 2002);
- Final Fantasy XII (PlayStation 2, 2006);
- Final Fantasy XIII (PlayStation 3, Xbox 360, pc, 2010);
- Final Fantasy XIV (PlayStation 3, PlayStation 4, pc, 2010);
- Final Fantasy XV (PlayStation 4, Xbox One, pc, 2016);
- Final Fantasy XVI (PlayStation 5, Xbox Series, pc, 2023).

## Compilaties
Ook zijn er in de jaren verschillende compilaties geweest van Final Fantasy-titels:
- Final Fantasy I-II (Nintendo Entertainment System, 1994);
- Final Fantasy Collection (PlayStation, 1999);
- Final Fantasy Anthology (PlayStation, 1999);
- Final Fantasy Chronicles (PlayStation, 2002);
- Final Fantasy Origins (PlayStation, 2002);
- Final Fantasy I & II: Dawn of Souls (Game Boy Advance, 2004).

Er bestaan verder compilaties die nooit in Europa verschenen. De meeste bleven in Japan en/of de Verenigde Staten.

## Sequels, remakes en spin-offs
Naast deze serie zijn er een aantal andere computerspellen die de naam Final Fantasy dragen, alsook remakes van bestaande spellen uit de hoofdserie, zoals:
- Final Fantasy Legend (Game Boy, 1989);
- Final Fantasy Legend II (Game Boy, 1990);
- Final Fantasy Legend III (Game Boy, 1991);
- Final Fantasy Adventure (Game Boy, 1993);
- Final Fantasy Mystic Quest (Super Nintendo, 1993);
- Final Fantasy Tactics (PlayStation, 1998);
- Final Fantasy Tactics Advance (Game Boy Advance, 2003);
- Final Fantasy X-2 (PlayStation 2, 2003);
- Final Fantasy Crystal Chronicles (GameCube, 2004);
- Final Fantasy IV Advance (Game Boy Advance, 2005);
- Before Crisis: Final Fantasy VII (Mobiele telefoon, 2005);
- Dirge of Cerberus: Final Fantasy VII (PlayStation 2, 2006);
- Final Fantasy V Advance (Game Boy Advance, 2006);
- Final Fantasy VI Advance (Game Boy Advance, 2006);
- Final Fantasy III (Nintendo DS, 2006);
- Crisis Core: Final Fantasy VII (PSP, 2007);
- Final Fantasy XII: Revenant Wings (Nintendo DS, 2007);
- Final Fantasy Crystal Chronicles: The Crystal Bearers (Nintendo Wii);
- Final Fantasy Crystal Chronicles: Ring of Fates (Nintendo DS, 2007);
- Final Fantasy Crystal Chronicles: Echoes of Time (Nintendo DS);
- Final Fantasy Tactics: The War of the Lions (PSP, 2007);
- Final Fantasy Tactics A2: Grimoire of the Rift (Nintendo DS, 2007);
- Final Fantasy Fables: Chocobo Tales (Nintendo DS, 2007);
- Final Fantasy IV (Nintendo DS, 2007);
- Final Fantasy Crystal Chronicles: My Life as a King (Wii Ware, 2008);
- Dissidia: Final Fantasy (PSP, 2008);
- Final Fantasy Crystal Chronicles: My Life as a Darklord (Wii Ware, 2009);
- Final Fantasy The 4 Heroes of Light (Nintendo DS, 2010);
- Final Fantasy Dimensions, 2010;
- Dissidia 012 Final Fantasy (PSP, 2011);
- Final Fantasy Type-0 (PSP, 2011);
- Final Fantasy XIII-2 (PlayStation 3, Xbox 360, 2011);
- Final Fantasy XIV: A Realm Reborn (pc, PlayStation 3, 2013, PlayStation 4, 2014);
- Lightning Returns: Final Fantasy XIII (PlayStation 3, Xbox 360, 2013, pc, 2015);
- Final Fantasy X HD Remaster (PlayStation 3, PlayStation Vita, 2013, PlayStation 4, 2015);
- Final Fantasy X-2 HD Remaster (PlayStation 3, PlayStation Vita, 2013, PlayStation 4, 2015);
- Final Fantasy Type-0 HD (PlayStation 4, Xbox One, pc, 2015);
- World of Final Fantasy (PlayStation 4, PlayStation Vita, Nintendo Switch, Xbox One, pc, 2016);
- Final Fantasy VII Remake (PlayStation 4, PlayStation 5, Nintendo Switch 2, Xbox Series, pc, 2020);
- Theatrhythm Final Bar Line (PlayStation 4, Nintendo Switch, 2023);
- Final Fantasy VII Rebirth (PlayStation 5, pc, 2024).

## Films en series
Naast de computerspellen zijn er verschillende films gemaakt die de naam Final Fantasy dragen:
- Final Fantasy: The Spirits Within (2001) (deze film houdt echter geen verband met de spellen);
- Final Fantasy VII: Advent Children (2005);
- Kingsglaive: Final Fantasy XV (2016).

Er zijn drie animatieseries verschenen:
- Final Fantasy Unlimited (2001);
- Final Fantasy: Legend of the Crystals (1994);
- Brotherhood: Final Fantasy XV (2016).

Bij de CGI Final Fantasy VII: Advent Children hoort een korte animatiefilm met de titel Last Order - Final Fantasy VII. Het gaat om een prequel op het spel Final Fantasy VII, gezien door de ogen van Zack.

## Geschiedenis
Square Co, Ltd. ontwikkelde in 1987 Final Fantasy, waarbij Hironobu Sakaguchi zei dat zijn laatste spel een fantasy-RPG zal zijn, vandaar de titel Final Fantasy. De titel redde Square van de ondergang, gezien deze op het punt stond om failliet te gaan. Drie jaar na de release wilde Nintendo of America een gelokaliseerde versie van het spel voor het publiek van Noord-Amerika.
De serie, met name deel VII, wordt gezien als "klassieker" binnen het RPG-genre. Ieder deel is doordrenkt van magie en mystiek. Een aantal delen, zoals I tot en met V, zijn "middeleeuwse" RPG's, terwijl anderen, zoals VII en VIII een moderne achtergrond hebben. De verhaallijnen zijn over het algemeen zeer boeiend en (tot in zekere mate) origineel.
Final Fantasy VII zou eigenlijk op de Nintendo 64 uitkomen, maar toen Square hoorde dat die spelcomputer op cartridges gebaseerd was, besloot men om over te stappen naar de PlayStation. Dit vanwege de kosten, want cartridges met de ruimte die ze nodig hadden waren veel te duur om te produceren.
Nintendo nam dat niet in dank af waardoor ze in 1996 alle contacten verbroken met Square. De ruzie duurde 7 jaar, tot 2003, toen Final Fantasy: Crystal Chronicles uitkwam voor de Gamecube. Uiteindelijk zijn alle oude spellen (deel I tot VI) opnieuw uitgebracht voor de Game Boy Advance, behalve deel III dat alleen voor de Nintendo DS uitkwam. Deel IV kwam ook op de Nintendo DS uit, maar dat was al eerder op de GBA uitgekomen.

## Overeenkomsten
Alle delen hebben een aantal overeenkomsten. De gevechtssystemen lijken op elkaar, en een aantal elementen komt telkens terug:
- De Chocobo's, schattige op struisvogels lijkende vogels die meestal geel zijn maar ook wel, als je ze kan vinden, andere kleuren hebben, met als sterkste soort de gouden Chocobo. Ze maken een "WARK" of "KWEH" geluid en zijn te temmen en te berijden, op sommige kun je zelfs vliegen! De Chocobo's kwamen voor het eerst voor in Final Fantasy II. Chocobo´s vervullen min of meer hiermee de rol van paarden en worden dan ook wel voor wagens gespannen. Paarden zijn dan ook vrijwel afwezig in de reeks, hoewel de Summon Odin wel een zesbenig paard (Sleipnir) berijdt en in Final Fantasy VII Rufus Heidegger toebijt dat hij moet ophouden met die ´stupid horse laugh´.
- De gevechten, met de monsters links en de helden rechts. Zelfs bij 3D gevechten in latere delen roteert de camera vooral aan de linkerzijde van het gevecht vanuit het oogpunt van de helden, zodat ook hier de monsters vooral links en de helden rechts staan. De camera bevindt zich soms achter de helden of vijanden, maar vrijwel nooit aan de rechterzijde.
- Summons, ook wel aangeduid als eidolons. Dit zijn geesten die opgeroepen kunnen worden om de groep bij te staan in de strijd. Ze slaan keihard toe en verdwijnen weer, een summon is dus feitelijk een krachtige magische aanval. Dezelfde namen komen vaak terug, zoals Bahamut, Odin, Leviathan, Shiva, Ifrit en Phoenix. In veel gevallen (onder andere Final Fantasy IV, VI en IX) spelen ze ook belangrijke rollen in de verhaallijn en worden ze door antagonisten misbruikt.
- Moogles, pluizige diertjes die nog het meeste lijken op witte katten met vleermuisvleugels en een rood bolletje op het hoofd. Ze zijn over het algemeen zeer vriendelijk. De Moogles waren voor het eerst te zien in Final Fantasy III. Vervolgens hadden ze in grote of kleine mate nog gastoptredens in de delen V, VI, VII, IX, X, X-2, XI, XII, XIII, XIV en XV (alsmede verschillende spin-off games); In Final Fantasy: Crystal Chronicles zal de moogle de plaats innemen van andere spelers wanneer je single player speelt. In deel VIII komen ze niet voor maar worden ze wel terloops genoemd.
- De zwaarden Murasame, Masamune en Excalibur.
- De luchtschepen, meestal lijkend op zeppelins, komen altijd op een gegeven moment ter beschikking zodat de groep zich snel overal naartoe kan verplaatsen. Ook zijn er andere transportmogelijkheden (die wel vaak een beperkt bereik hebben) zoals chocobo´s, treinen, hoovercrafts, kano´s, schepen, onderzeeërs, duikboten, auto´s, etc.;
- Veel monsters (Marlboro, Behemoth) en spreuken (Life, Meteor, Flare, Cure, Fire, Holy) komen in verschillende delen voor. Veel spreuken hebben een basisversie en sterkere versies; bij de sterkere versies verandert de uitgang van de spreuk. Cure is bijvoorbeeld de basisspreuk die HP herstelt, de sterkere versie heet Cura en de sterkste versie heet Curaga. Zo zijn er ook Fire, Fira en Firaga, Blizzard, Bilzzara en Blizzaga, en Thunder, Thundara en Thundaga, Haste en Hastega, Slow en Slowga. De uitzondering is Raise waarvan de verbeterde versies Arise en Reraise heten.
- Als je zelfs goed oplet ontdek je steeds de terugkeer van twee personages: Biggs & Wedge. Deze personages komen al voor vanaf het spel nummer 6. Bij ieder spel hebben ze een andere rol: soldaten in 6; milieuactivisten in 7; klunzige militairen in 8; toneelspelers in 9; blitzbalspelers in 10... De namen van deze twee personages zijn afkomstig van twee X-Wing piloten uit Star Wars. Dit komt doordat de medewerkers van Square Enix grote fans zijn van die filmserie.
- In elk spel komt een personage voor dat Cid heet, meestal is hij de eigenaar en soms de piloot van het enige luchtschip van de wereld in dat spel. In deel 6 echter is hij een technische man die niets met luchtschepen te maken had. Dit is een voorbeeld voor enkele andere delen waarbij Cid niets met luchtschepen te maken had. Ook in Final Fantasy Dimensions is zijn rol afwijkend in de zin dat hij aan de zijde van de tegenstanders staat. In deel 4 en deel 7 vecht hij mee met de helden, dus in die delen is hij speelbaar. Square Enix is een grote fan van Star Wars, zoals hierboven genoemd, en zij noemen Cid ook wel de Yoda van Final Fantasy.[2]
- De meeste delen kennen ´side quests´ die niet noodzakelijk zijn voor het afmaken van het spel maar die bij uitvoering kunnen leiden tot onthulling van bepaalde achtergronden bij bepaalde karakters of beloond worden met speciale items, summons of spreuken.
- De eerste eindbaas van de delen IV (MistDragon), V (WingRaptor), VI (Whelk) en VII (GuardScorpion) hebben allemaal een actieve fase waarin ze de groep aanvallen, en een niet-actieve fase waarin ze niet aanvallen maar waarbij iedere aanval van de groep tot een verhoudingsgewijs krachtige tegenaanval leidt. De te volgen strategie is dus de aanvallen te staken tijdens de niet-actieve fase. Voor veel andere eindbazen in de reeks is simpelweg aanvallen of grinden niet genoeg en moet een strategie gevolgd worden  (bijvoorbeeld Asura uit FFIV en Gogo uit FFV). Verder komen in de meeste delen de getimede gevechten tegen Odin en Bahamut voor: de speler moet hier de eindbaas binnen een tijdslimiet verslaan. Wanneer dit niet lukt is het gevecht zonder meer verloren of ontketent de eindbaas een verwoestende aanval die de hele groep in één keer kan doden. Verder bestaan er in de meeste delen ´superbazen´ die moeilijker zijn dan de eindvijand en slechts verslagen kunnen worden door een combinatie van een hoog level, bepaalde items en uitrusting, en een bepaalde strategie.
- Tussen de Japanse en Engelse versies van de spellen bestaan vaak verschillen omwille van het beleid van de Amerikaanse tak van SquareEnix. Te expliciet naakt wordt in de Engelse versies weggewerkt, evenals te gewelddadige details. In de op Nintendo-systemen uitgekomen delen werden bovendien, in lijn met het beleid van Nintendo, alle godsdienstige verwijzingen gecensureerd. De naam van de spreuk ´Holy´ was bijvoorbeeld controversieel en werd vaak gewijzigd in ´Pearl´ of ´White´.

## Muziek
Nobuo Uematsu was de belangrijkste componist van de Final Fantasy-serie tot hij opstapte bij Square Enix in november 2004. Uematsu is ook betrokken in de rockgroep The Black Mages, welke twee albums hebben uitgebracht met arrangementen van Final Fantasy-muziek. Andere componisten die hebben bijgedragen aan de muziek van Final Fantasy zijn Masashi Hamauzu en Junya Nakano.

## Cameo
Nadat al lang gebleken was dat de Final Fantasy-figuren populair waren, heeft ook een ander project van Square Enix deze in een game opgenomen. Kingdom Hearts heeft cameo's van FF-figuren Squall (AKA Leon), Yuffie, Cid, Aerith, Cloud, Sephiroth, Tidus, Selphie en Wakka terwijl we in Kingdom Hearts II naast de andere er nog een pak meer terugvinden bv: Auron, Yuna, Rikku, Paine, Setzer, Seifer, Vivi, Ruu (Raijin), Fuu (Fujin) en Tifa. In de spellen: Mario Hoops 3 on 3 en Mario Sport Mix, wat ook projecten van Square Enix zijn, komen Ninja, White Mage, Black Mage, Moogle en Cactuar voor.

## Trivia
- De serie heeft een ster op de Walk of Game.[3]
- Muzikant Owen Pallett was voor zijn naamsverandering bekend onder de naam Final Fantasy, een eerbetoon aan de gelijknamige computerspelserie.